# Tiếng Filipino
Tiếng Filipino hay Tiếng Philippines là một ngôn ngữ dựa theo tiếng Tagalog và là một trong hai ngôn ngữ chính thức của Philippines, cùng với tiếng Anh. Tagalog là ngôn ngữ mẹ đẻ của một phần ba dân số Philippines. Nhất là xung quanh thủ đô Manila, nhưng hầu như toàn bộ dân Philippines cũng có thể sử dụng ngôn ngữ này.

## Lịch sử
Ngày 12 tháng 11 năm 1937, Philippines chấp thuận một đạo luật xây dựng một ngôn ngữ quốc gia, dựa trên việc khảo sát các ngôn ngữ bản địa hiện có, nhằm lựa chọn một trong số đó để sử dụng làm cơ sở cho ngôn ngữ quốc gia của Philippines. Ba ứng cử viên chính là tiếng Tagalog, Tiếng Visayan và Tiếng Ilocano.
Ngày 14 tháng 7 năm 1936, Surián ng Wikáng Pambansâ (Viện Ngôn ngữ Quốc gia) đã lựa chọn tiếng Tagalog là cơ sở của Wikang Pambansâ ("Quốc ngữ") dựa trên các yếu tố sau:
1. Tagalog được sử dụng rộng rãi và là ngôn ngữ dễ hiểu nhất trong tất cả các khu vực của Philippines;
2. Ngôn ngữ này không bao gồm các nhánh nhỏ hơn như tiếng Visayan hay tiếng Bikol;
3. Đây là ngôn ngữ được sử dụng trong sách báo và văn học nhiều hơn bất kỳ ngôn ngữ bản địa nào khác ở Philippines.
4. Đây là ngôn ngữ ở Manila — thủ đô chính trị và kinh tế của Philippines trong suốt thời kỳ phụ thuộc vào Tây Ban Nha và Hoa Kỳ;
5. Tagalog là ngôn ngữ của Cách mạng 1896 và cách mạng Katipunan - hai yếu tố rất quan trọng trong lịch sử Philippines

Năm 1959, ngôn ngữ được biết đến như là Pilipino trong một nỗ lực để tách nó ra khỏi người Tagalog.
Sau đó, Hiến pháp 1973 quy định một ngôn ngữ quốc gia riêng biệt để thay thế Pilipino, một ngôn ngữ mà nó có tên là Filipino. Tuy nhiên, Điều XV, mục 3) không đề cập đến việc tiếng Tagalog và Pilipino làm nền tảng cho tiếng Filipino